# NGC 863
Mrk 590 (NGC 863) is een spiraalvormig sterrenstelsel in het sterrenbeeld Walvis. Het hemelobject werd op 6 januari 1785 ontdekt door de Duits-Britse astronoom William Herschel.

## Synoniemen
- NGC 866
- NGC 885
- PGC 8586
- IRAS02120-0059
- KUG 0212-009
- UGC 1727
- UM 412
- MCG 0-6-56